# وقعة المضيق
في خامس رمضان، أغار عبيد بن علي بن رشيد من شمر على عنيزة، وأخذ أغنامهم.
ففزع رجال من سبيع وعنزة وبنو تميم، ووقعت بينهم مواجهة في مقطع الوادي،
وانتهت المعركة بـ هزيمة أهل عنيزة ومقتل عدد منهم. 

## أحداث المعركة
في اليوم الخامس من شهر رمضان (السنة غير محددة)، أغار القائد عبيد بن علي بن رشيد من شمر على بلدة عنيزة الواقعة في منطقة القصيم وسط نجد. وكان الهدف من الغارة أخذ الإبل والغنائم. 
وبعد أن أخذ عبيد أغنام أهل عنيزة، فزع له رجال من قبائل سبيع وعنزة وبني تميم المتحالفين مع البلدة، وخرجوا لاعتراضه عند "مقطع الوادي"، وهو موقع طبيعي ضيق قريب من عنيزة يُعد ممراً للهجمات والانسحاب.
دارت بين الطرفين مواجهة مسلّحة، قُتل فيها عدد من رجال عنيزة، من أبرزهم:
- عبدالله السليم – من سبيع
- عبدالرحمن السليم – من سبيع
- محمد الشعيبي – من عنزة
- محور الخنيني – من بني تميم

وبهذه المواجهة، انتهت المعركة بـ: انتصار شمر بقيادة عبيد بن رشيد، وهزيمة أهل عنيزة.

## نتيجة المعركة
انتصار قبيلة شمر بقيادة عبيد بن علي بن رشيد
وهزيمة أهل عنيزة الذين شارك في صفوفهم رجال من سبيع وعنزة وبني تميم،
وأسفرت المعركة عن مقتل عدد من فرسانهم البارزين.